# Cua de ventall de les Samoa
El cua de ventall de les Samoa (Rhipidura nebulosa) és un ocell de la família dels dicrúrids (Dicruridae).

## Hàbitat i distribució
Viu entre la malesa del bosc i arbusts de les muntanyes de les illes Upolu i Savaii, a les Samoa occidentals.